# Hypasclera flavicollis
Hypasclera flavicollis là một loài bọ cánh cứng trong họ Oedemeridae. Loài này được Kirsch miêu tả khoa học năm 1866.